# Eurycea chisholmensis
Eurycea chisholmensis é um anfíbio caudado da família Plethodontidae endémica dos Estados Unidos da América.